# 本の杜
本の杜（ほんのもり）は、本の杜準備会が主催する文芸作品オンリーの同人誌即売会。2011年から開催されている。

## 概要
本の杜準備会が2011年9月25日に川崎市産業振興会館にて「本の杜1」を開催。それ以降、毎年開催されている（2013年から年2回開催）。小説、詩、評論、ノベルゲームなど媒体は問わないが、文芸作品オンリーの同人誌即売会であり、コミックマーケットに代表されるオールジャンル同人誌即売会とは一線を画する。類似する同人誌即売会に文学フリマ、Text-Revolutions、尼崎文学だらけ、静岡文学マルシェ、福岡ポエイチなどがある。
サークル参加には、直接参加と委託参加がある。一般入場には、カタログの購入が必須。会場内でのコスプレは禁止。

## 開催歴
|                  | 開催日         | 会場                | サークル数           | 主催         |
| ---------------- | -------------- | ------------------- | -------------------- | ------------ |
| 本の杜1          | 2011年9月25日  | 川崎市産業振興会館  | 不明                 | 本の杜準備会 |
| 本の杜2          | 2012年9月29日  | 川崎市産業振興会館  | 不明                 | 本の杜準備会 |
| 本の杜3          | 2013年3月17日  | 川崎市産業振興会館  | 54（直接45、委託9）  | 本の杜準備会 |
| 本の杜4          | 2013年9月15日  | 大田区産業プラザPiO | 60（直接49、委託11） | 本の杜準備会 |
| 本の杜5          | 2014年3月9日   | 川崎市産業振興会館  | 61（直接42、委託19） | 本の杜準備会 |
| 本の杜6          | 2014年9月20日  | 川崎市産業振興会館  | 59（直接48、委託11） | 本の杜準備会 |
| 本の杜7          | 2015年4月19日  | 川崎市産業振興会館  | 55（直接42、委託13） | 本の杜準備会 |
| 本の杜8          | 2015年10月17日 | 川崎市産業振興会館  | 54（直接44、委託10） | 本の杜準備会 |
| 本の杜9          | 2016年3月20日  | 川崎市産業振興会館  | 48（直接39、委託９） | 本の杜準備会 |
| 本の杜10         | 2016年9月18日  | 川崎市産業振興会館  | 34（直接26、委託８） | 本の杜準備会 |
| 本の杜11         | 2017年3月19日  | 川崎市産業振興会館  | 20（事前エントリー） | 本の杜準備会 |
| 本の杜12         | 2018年3月3日   | 川崎市産業振興会館  | 不明                 | 本の杜準備会 |
| 本の杜13         | 2018年9月22日  | 川崎市産業振興会館  | 不明                 | 本の杜準備会 |
| 本の杜14         | 2019年3月3日   | 川崎市産業振興会館  | 不明                 | 本の杜準備会 |
| 本の杜15         | 2019年9月22日  | 川崎市産業振興会館  | 不明                 | 本の杜準備会 |
| 本の杜16         | 2020年2月29日  | 川崎市産業振興会館  | 不明                 | 本の杜準備会 |
| 本の杜17         | 2020年9月26日  | 川崎市産業振興会館  | 不明                 | 本の杜準備会 |
| 本の杜スペシャル | 2021年4月11日  | 天神チクモクビル    | 不明                 | 本の杜準備会 |